# جیامپیترو پرولی
جیامپیترو پرولی (انگلیسی: Giampietro Perrulli؛ زادهٔ ۸ ژوئن ۱۹۸۵) بازیکن فوتبال اهل ایتالیا است.
از باشگاه‌هایی که در آن بازی کرده‌است می‌توان به باشگاه فوتبال کارپی، باشگاه فوتبال پروجا، باشگاه فوتبال آسکولی، باشگاه فوتبال سالرنیتانا، باشگاه فوتبال اودینزه، باشگاه فوتبال دلفینو پسکارا، باشگاه فوتبال لیورنو، و باشگاه فوتبال ویچنزا اشاره کرد.